# Thanat Lowkhunsombat
Thanat Lowkhunsombat (tiếng Thái: ฐานัฐพ์ โล่ห์คุณสมบัติ, phiên âm: Tha-nát Lo-khu-na-som-bát, sinh ngày 18 tháng 01 năm 1993) còn có nghệ danh là Lee (ลี) là một diễn viên, ca sĩ, nhạc sĩ và người dẫn chương trình người Thái Lan gốc Hoa trực thuộc GMMTV. Anh được biết đến qua vai chính Survey trong U-Prince Series (2016–2017), Play trong Secret Seven (2017), Pong trong My Dear Loser: Monster Romance (2017) và Kyro trong Boy For Rent (2019).

## Tiểu sử và học vấn
Lee sinh ra tại Băng Cốc, Thái Lan với tên Charatpong Lowkhunsombat, anh hoàn thành chương trình giáo dục trung học cơ sở tại Trường Suankularb Wittayalai Rangsit. Anh tốt nghiệp cử nhân Truyền thông Quản lý Sáng tạo tại Ban Đổi mới Truyền thông Xã hội, Đại học Srinakharinwirot và hiện đang theo học thạc sĩ Nghệ thuật, chuyên ngành Thiết kế Sáng tạo tại Khoa Mỹ thuật của đại học trên.
Trước khi mang tên Thanat, anh cũng từng có tên là Phachon.

## Sự nghiệp
Lee bắt đầu sự nghiệp diễn xuất vào năm 2015 với vai chính trong U-Prince Series: Badly Politics sau khi công khai là người chiến thắng tại "Finding U-Prince Project". Anh cũng tham gia CLEO Thailand's 50 Most Eligible Bachelors of 2017 và giành được danh hiệu "The Guy with the Most Alluring Move". Cùng năm đó, anh thủ vai chính Play trong Secret Seven và tiếp tục tham gia một số phim truyền hình như My Dear Loser: Monster Romance, Wake Up Ladies: The Series, Friend Zone, Boy For Rent và Endless Love.
Hiện tại, anh đang thủ vai Nont trong Rerng Rita.

## Các phim tham gia

### Phim truyền hình
| Năm  | Tên phim                                       | Vai                      | Ghi chú   | Ref.   |
| ---- | ---------------------------------------------- | ------------------------ | --------- | ------ |
| 2016 | U-Prince Series: Lovely Geologist              | Survey                   | Khách mời |        |
| 2016 | U-Prince Series: Badass Baker                  | Survey                   | Khách mời |        |
| 2016 | U-Prince Series: Absolute Economist            | Survey                   | Khách mời |        |
| 2017 | U-Prince Series: Badly Politics                | Survey                   | Vai chính | [ 4 ]  |
| 2017 | U-Prince Series: Ambitious Boss                | Survey                   | Khách mời |        |
| 2017 | Yutthakan Salat No                             | Jaokhun                  | Vai chính | [ 14 ] |
| 2017 | My Dear Loser: Edge of 17                      | Pong                     | Vai phụ   |        |
| 2017 | Secret Seven                                   | Play                     | Vai chính | [ 15 ] |
| 2017 | My Dear Loser: Monster Romance                 | Pong                     | Vai chính | [ 16 ] |
| 2017 | My Dear Loser: Happy Ever After                | Pong                     | Khách mời |        |
| 2018 | Wake Up Ladies: The Series                     | Saifah                   | Vai phụ   | [ 9 ]  |
| 2018 | Social Syndrome                                | Sin                      | Vai chính | [ 17 ] |
| 2018 | Friend Zone                                    | Good                     | Vai chính | [ 18 ] |
| 2019 | Boy For Rent                                   | Kyro                     | Vai chính | [ 19 ] |
| 2019 | Endless Love                                   | Day                      | Vai chính | [ 20 ] |
| 2019 | One Night Steal                                | Lee (Chính mình)         | Khách mời |        |
| 2019 | Club Friday The Series 11: Ruk Mai Mee Tua Ton |                          | Vai chính | [ 21 ] |
| 2020 | Rerng Rita                                     | Nont Sripanwadee         | Vai chính | [ 13 ] |
| 2020 | The Gifted: Graduation                         | Supot Chueamanee giả mạo | Khách mời |        |
| 2020 | Friend Zone 2: Dangerous Area                  | Good                     | Vai chính |        |
| 2020 | Wake Up Ladies: Very Complicated               | Saifah                   | Vai phụ   |        |
| 2021 | Irresistible                                   | Kimhan                   | Vai chính |        |
| 2021 | Baker Boys                                     | Punn                     | Vai chính |        |
| 2022 | Mama Gogo: The Series                          | Chen                     | Vai chính |        |
| 2022 | Good Old Days                                  | Phu                      | Vai chính |        |
| 2022 | P.S I Hate You                                 | Pitch                    | Vai chính |        |
| 2022 | Enchanté                                       | Punn                     | Khách mời |        |
| 2022 | Oh, Teacher Khong                              |                          | Khách mời |        |
| 2022 | My Sassy Princess: Wake Up, Sleeping Beauty    |                          | Vai chính |        |
| 2023 | Midnight Museum                                |                          | khách mời |        |
| 2023 | The jungle                                     |                          | Vai chính |        |

### Phim điện ảnh
| Năm  | Tên phim     | Vai  | Ghi chú   | Ref |
| ---- | ------------ | ---- | --------- | --- |
| 2015 | Live Liem    |      | Vai chính |     |
| 2022 | Jai Fu Story | Suea | Vai chính |     |

### TV Show
| Năm  | Tên show                                | Ghi chú                                                                                              | Ref |
| ---- | --------------------------------------- | --- | --- |
| 2014 | Five Live Fresh                         | Khach moin (Ep. 81)                                                                                  |     |
| 2015 | High School Reunion                     | Khách mời (Ep. 141)                                                                                  |     |
| 2015 | Talk with Toey Tonight                  | Khách mời (Ep. 34, 121)                                                                              |     |
| 2016 | Let's Play Challenge                    | Khách mời (Ep. 10, 34, 47)                                                                           |     |
| 2016 | Cougar on the Prowl                     | Khách mời (Ep. 4)                                                                                    |     |
| 2017 | #TEAMGIRL                               | Khách mời (Ep. 52, 98)                                                                               |     |
| 2017 | Game of Teens                           | Khách mời (Ep. 37-38)                                                                                |     |
| 2017 | Q&A with Admin                          | Khách mời (Ep. 1, 4)                                                                                 |     |
| 2018 | School Rangers                          | Khách mời (Ep. 42-43, 44-46, 66-67, 89-90, 99-101, 120-123, 139-140, 149-150, 189-190, 196-197, 200) |     |
| 2018 | Talk with Toey One Night                | Khách mời (Ep. 38)                                                                                   |     |
| 2018 | Yai & the Grandsons                     | [Lead Guitar] Thành viên chính                                                                       |     |
| 2018 | I Can See Your Voice Thailand: Season 3 | Khách mời (Ep. 51)                                                                                   |     |
| 2019 | Arm Share                               | Khách mời (Ep. 47)                                                                                   |     |
| 2019 | Guess My Age                            | Khách mời (Ep. 163)                                                                                  |     |
| 2019 | Yai & The Grandsons Special             | Thành viên chính                                                                                     |     |
| 2020 | Talk with Toey                          | Khách mời (Ep. 37)                                                                                   |     |
| 2020 | Play Zone                               | Khách mời (Ep. 2)                                                                                    |     |
| 2020 | Friend Drive                            | Khách mời (Ep. 11)                                                                                   |     |
| 2020 | LogLog                                  | Khách mời (Ep. 17)                                                                                   |     |
| 2020 | Superstar Pafin                         | Khách mời (Ep. 20)                                                                                   |     |
| 2020 | The Wall Song                           | Khách mời (Ep. 21)                                                                                   |     |
| 2020 | Grandsons the Reality Project           | [Lead Guitar] Thành viên chính                                                                       |     |
| 2020 | 10 Fight 10: Season 2                   | Khách mời (Ep. 3)                                                                                    |     |
| 2021 | Fin's Kitchen                           | Khách mời (Ep. 1)                                                                                    |     |
| 2021 | Arm Share Special                       | Khách mời (Ep. 2)                                                                                    |     |
| 2021 | Live At Lunch Season 2                  | Khách mời (Ep. 10)                                                                                   |     |
| 2022 | Soul Match                              | Khách mời (Ep. 8)                                                                                    |     |
| 2022 | Ohm Nanon Upvel                         | Khách mời (Ep. 10)                                                                                   |     |
| 2022 | Asoramit                                | Khách mời (Ep. 10)                                                                                   |     |
| 2022 | Tower of Love                           | Khách mời (Ep. 2)                                                                                    |     |
| 2022 | Super Match                             | Khách mời (Ep. 5)                                                                                    |     |